# Divényoroszi
Divényoroszi (szlovákul: Podkriváň) község Szlovákiában, a Besztercebányai kerületben, a Gyetvai járásban.

## Fekvése
Gyetvától 28 km-re északnyugatra, a Krivány-patak partján fekszik.

## Története
1742-ben említik először. 1840-ben 585-en éltek a faluban.
Vályi András szerint: "Kis, Nagy, és Devény Oroszi. Három falu Nógrád Várm. Kis Oroszinak földes Ura a’ K. Kamara, N. Oroszinak G. Stárenberg, D. Oroszinak pedig G. Zichy Uraságok, lakosai külömbfélék, fekszenek távól egymástól, Kis Oroszi Visegrádhoz fél, Nagy Oroszi Drégely Várához 3/4 mértföldnyire, határbéli földgyeik közép termékenységűek, réttyeik, legelőjik meg lehetősek."
Fényes Elek szerint: "Divény-Oroszi, tótul Thranova, tót falu, Nógrád vmegyében, Zolyom vmegye határszélén; Detvához 3/4, ut. p. Losonczhoz 2 mfdnyire, egy szűk és mély völgyben, de földei és rétjei nagyobb részt magas hegyeken feküsznek. Határa 3297 hold, mellyből belsőség 36 h., szántóföld 1754 h., rét 589 h., erdő 900 h., árkos térek 18 h., ebből urbéri beltelek 30 hold, szántó 390, rét 189, árkos 10 hold, lakosok kezén levő irtvány szántóföld 1360, rét 390, használatlan 8 hold, majorsági belsőség 6, szántó 4, rét 10, erdő 900 hold bikkfás. Földe fekete, de igen könnyű, köves, s a kövek le sem tisztithatók, mivel a záporok a hegyeken levő könnyű földet, ha kövekkel nem lenne vegyitve, leseprenék; mellynél fogva a szántóföldek is kőbarázdákkal kerittetnek. Terem kevés tavaszbuza, még kevesebb rozs, több árpa, zab, burgonya, ázalék és pohánka. A hegyi széna igen jó, különösen a juhoknak, minélfogva a juh és szarvasmarhatenyésztés leginkább divatozik. Készittetik finom juhturó, s a gyapjuból a nők által fejér és fekete durva posztó; ezenfelül erősen fuvaroznak. A lakosok egy része az irtványokban levő tanyákon künn lakik. Népessége 1037 lélek, s mind romai katholikusok, erős, izmos, magas testalkatú emberek. A helységet keresztülfutó Krivány patak 2 malmot hajt, de különben sok kárt okoz. Van itt magas dombra épülve egy kath. paroch. templom. F. u. a divényi senioralis uradalom."
Nógrád vármegye monográfiája szerint: "Divényoroszi. Zólyom vármegye határán fekvő tót nagyközség 206 házzal és 1547 róm. kath. vallású lakossal. Postája, távírója és vasúti állomása Krivángyetva. E helységről csak a XVIII. század első felétől kezdve vannak adataink. Az 1715-20. évi összeírásban még nem fordul elő. 1740-ben gróf Zichy Károly volt a földesura, 1770-ben pedig gróf Zichy Ferencz győri püspök. Jelenleg is a gróf Zichy család senioratusi uradalmához tartozik. 1849-ben a helység lakosai az átvonuló orosz hadak elől, a keskeny völgyet fatörzsekkel torlaszolták el; de az oroszok a falu felégetésével való fenyegetéssel és kancsukával kényszerítették őket a torlaszok elhordására. 1873-ban itt is a kolera pusztított, mely alkalommal 192-en haltak el. A római kath. templomot 1787-ben építtette a gróf Zichy család s 1893-ben restauráltatta. A község határában a budapest-ruttkai vasútvonal egy 317 méter hosszú alagúton robog át. Egyik dülőjét, mely épen Nógrád és Zólyom vármegyék határán fekszik, Sibenicza-akasztónak nevezik. Itt akasztották fel Zólyom és Felső-Nógrád vármegyék rablóit, és itt állott az akasztófa, a híres gyetvai rablók megfélemlítésére. E helységhez tartozik Bzova-puszta, mely a középkorban, sőt egész a XIX. század elejéig önálló községként szerepelt. 1598-ban Balassa Zsigmond, 1770-ben gróf Balassa Pál, báró Balassa László és Gábor, továbbá gróf Zichy Ferencz voltak a földesurai. Divényoroszihoz tartoznak még Fogas-tanya (azelőtt Zubra), Hajnal-tanya (azelőtt Jaszenovó), Iván-tanya (azelőtt Ivanovo), Mocsár-tanya (azelőtt Zsarina), Nyirje-tanya (azelőtt Brezovo) és Pál-tanya (azelőtt Pancsikovo)."
A trianoni békeszerződésig Nógrád vármegye Gácsi járásához tartozott.

## Népessége
| Év:            | 1994. | 2004.    | 2014.   | 2024.   |
| -------------- | ----- | -------- | ------- | ------- |
| Emberek száma: | 725   | 616      | 594     | 561     |
| Eltérés:       |       | -15,03 % | -3,57 % | -5,55 % |

| Év:            | 2023. | 2024.   |
| -------------- | ----- | ------- |
| Emberek száma: | 546   | 561     |
| Eltérés:       |       | +2,74 % |

1880-ban 1109 lakosából 15 magyar és 1043 szlovák anyanyelvű volt. Bzován 515 szlovák és 13 magyar anyanyelvű élt.
1890-ben 1194 lakosából 5 magyar és 1181 szlovák anyanyelvű volt. Bzován 304 szlovák és 9 magyar anyanyelvű élt.
1900-ban 1416 lakosából 31 magyar és 1363 szlovák anyanyelvű volt.
1910-ben 1546 lakosából 56 magyar, 3 német, 1465 szlovák és 22 egyéb anyanyelvű volt. Ebből 1513 római katolikus, 7 evangélikus, 6 református és 20 izraelita vallású volt.
1921-ben 1491 lakosából 5 magyar és 1482 csehszlovák volt.
1930-ban 1534 lakosából 1461 csehszlovák, 4 zsidó, 69 egyéb nemzetiségű volt. Ebből 1512 római katolikus, 15 evangélikus, 6 izraelita és 1 görög katolikus vallású volt.
1970-ben 1482 lakosából 1481 szlovák volt.
1980-ban 982 lakosából 975 szlovák volt.
1991-ben 683 lakosából 681 szlovák volt. 
2001-ben 630 lakosából 624 szlovák volt.
2011-ben 597 lakosából 575 szlovák.

## Nevezetességei
- Szent Márton tiszteletére szentelt, római katolikus temploma 1803-ban épült.